# Godeanu (Obârșia-Cloșani), Mehedinți
Godeanu este un sat în comuna Obârșia-Cloșani din județul Mehedinți, Oltenia, România.